# PR-M 41
El PR-M 41 Lagunas y Belvis de Jarama, es un sendero señalizado de Pequeño Recorrido que recorre la margen izquierda del río Jarama en el municipio de Paracuellos de Jarama, dentro de la Red de Senderos de Paracuellos de Jarama.

## Descripción del recorrido
La ruta lineal parte en el Camino de la Veguilla, que Vía Pecuaria denominada Colada del Arroyo de Bartibáñez, casi en la rotonda en la que confluye con la Carretera M-111 en su kilómetro 8,2, donde se puede aparcar en las proximidades.
Caminamos por la ancha pista, que lleva tráfico rodado, ocasionalmente los fines de semana, tomando dirección hacia la ribera del río Jarama, donde recorridos unos 700 metros, la pista es interrumpida por un gran bloque de hormigón, que tras rebasarlo se vuelve sendero llevándonos hasta la ribera del río donde giraremos a la derecha, para continuar por el camino arbolado, teniendo en todo momento el río a nuestra izquierda. 
En este tramo disfrutaremos de la vegetación de ribera, donde además de álamos, chopos, fresnos y sauces blancos, podemos observar, cuando la primavera está en su auge, los floridos majuelos o espinos blancos y la multitud de tamarindos que acompañan la zona menos inundable de esta ribera.
Llegamos a la autovía M-50, que cruzamos por debajo (En este punto, en época de lluvias hay que prestar atención, ya que se forma un lodazal), donde en poco más de 400 metros llegamos al inicio de la zona inundable de las Lagunas de Belvis, donde realizaremos un giro a la derecha para continuar por el Camino del Río, entre la parcela agrícola y el cercado de la finca adyacente hasta llegar  a una cadena que impide el paso a vehículos, donde el camino se convierte en una pista y a poco más de 50 metros tomamos la pista que sale a la izquierda.
Recorridos 120 metros encontramos un camino a la izquierda (derivación de esta ruta) que conduce a las antiguas instalaciones del Club de Futbol Belvis, hoy abandonadas, el cual dejaremos a la izquierda, llegando a una zona de observación de las lagunas.
Toda esta zona se denomina el Vado de San Sebastián, donde se encuentran las Lagunas de Belvis, ocupando una superficie de 34 ha, las cuales no son de origen natural, ya que su origen es el fruto del abandono de las actividades extractivas en la vega fluvial del río de una explotación de áridos que funcionó entre los años 50 y 80, donde la naturaleza recupero terreno y en su treintena de oquedades se formaron las lagunas. 
Hoy en día es tal su riqueza medio ambiental que están catalogadas de “complejo humedal” perteneciente a la Cuenca hidrográfica del Tajo, subcuenca del Jarama, de relevancia faunística, donde la Comunidad de Madrid a través de su Consejería de Medio Ambiente las tiene catalogadas como humerales de especial interés, siendo además un Espacio Natural Protegido.
Volveremos por el mismo camino de nuevo a la pista que seguiremos a la izquierda para continuar sin abandonarla, y a unos 600 metros volvemos a encontramos con las lagunas a nuestra izquierda durante un trayecto de 200 metros, lugar donde podemos observar otras lagunas, si la maleza no nos lo impide.
Continuaremos sin abandonar la pista hasta la rotonda en la carretera M-111, donde tras cruzar por el paso de peatones accedemos a la calle Mayor de la pedanía de Belvis del Jarama, donde se encuentra otro panel informativo, siendo también inicio/fin de ruta.
Se trata de un trayecto lineal, que se puede llevar a cabo a pie en unas 01:30 horas, contando con un desnivel acumulado de +/- 10 metros. 
Las épocas recomendadas son: primavera, otoño e invierno.
La dificultad de la ruta es baja.